# Bertram von Moltke
Bertram Anatol Friedrich Christian von Moltke (* 27. April 1961 in Brüssel, Belgien) ist ein deutscher Diplomat. Er ist seit 2023 Botschafter der Bundesrepublik Deutschland in Amman, Jordanien.

## Leben
Bertram von Moltke wurde als Sohn des Juristen Heinrich von Moltke und dessen Frau Maria, geb. Krumeich, in Brüssel geboren. Sein Vater war dort Generaldirektor für Unternehmenspolitik bei der Europäischen Kommission. Von 1979 bis 1985 absolvierte Moltke ein Studium der Rechtswissenschaften an der Albert-Ludwigs-Universität Freiburg und legte 1985 die Erste juristische Staatsprüfung sowie nach Ableistung des juristischen Vorbereitungsdienstes 1988 die Zweite juristische Staatsprüfung ab. 1992 erfolgte die Promotion in den Rechtswissenschaften.
1990 trat Moltke in den Auswärtigen Dienst ein und fand nach Ableistung des Vorbereitungsdienstes für den höheren Auswärtigen Dienst sowie der Laufbahnprüfung von 1991 zunächst eine Verwendung in der Zentrale des Auswärtigen Amtes als Referent in der Rechtsabteilung, sowie im Anschluss zwischen 1992 und 1995 an der Botschaft in Malaysia. Danach kehrte er von 1995 bis 1999 als Referent in der Politischen Abteilung in das Auswärtige Amt zurück, bevor er von 1999 bis 2002 an der Botschaft Santiago de Chile, als Referent für Wirtschaft eingesetzt wurde. Von 2002 bis 2005 war Moltke an der Botschaft in Wien, der Referent für Presse und Protokoll und war nach seiner Rückkehr seit 2005 wieder im Auswärtigen Amt in Berlin als stellvertretender Leiter des Referats für Öffentlichkeitsarbeit Inland tätig.
Im Anschluss war von Moltke von 2009 bis 2013 an der Botschaft in Washington der Leiter der Kulturabteilung und wurde danach zwischen 2013 und 2019 im Auswärtiges Amt der Leiter des Referats für Kultur- und Medienbeziehungen Europa, USA, Kanada, Russland, Türkei, Zentralasien und Kaukasus eingesetzt.
Von 2019 bis 2023 war er der ständiger Vertreter des Botschafters an der Botschaft in Kiew (Ukraine), ehe er 2023 Deutscher Botschafter in Jordanien wurde.